# سووالز پوینت (فلوریدا)
سووالز پوینت (به انگلیسی: Sewall's Point) شهرکی در شهرستان مارتین ایالت فلوریدا است که در سال ۱۹۵۷ بنیان‌گذاری شده‌است. این شهرک طبق سرشماری سال ۲۰۱۰ میلادی، ۱٬۹۹۶ نفر جمعیت داشته و مساحت آن نیز ۱۰٫۷ کیلومتر مربع است.